# Sahune
Sahune est une commune française située dans le département de la Drôme, en région Auvergne-Rhône-Alpes.

## Géographie

### Localisation
Sahune est située à 12 km à l'ouest de Rémuzat (chef-lieu du canton) et à 15 km au nord-est de Nyons.

### Relief et géologie

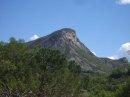
Le rocher de Bramard.

Sahune est situé à l'entrée occidentale des gorges de l'Eygues, dites aussi gorges de Saint-May.
Sites particuliers :
- Col de Corbière
- Col des Évêques
- Combe Sambonnière
- Montagne du plus Haut Laup (922 m)
- Roc de l'Aiguille
- Roche Longue
- Rocher de Bramard (936 m)
- Rocher de Gournier
- Rocher des Fées
- Rocher Roux (936 m)
- Serre Eynard

### Hydrographie
La commune est arrosée par les cours d'eau suivants :
- l'Argence
- l'Ennuye
- les Rieux
- l'Eygues
- Ravin de Font Barrère
- Ravin du Charbonnier
- Ruisseau de Jeansonnier
- Ruisseau de Merderie

### Climat
Pour des articles plus généraux, voir Climat d'Auvergne-Rhône-Alpes et Climat de la Drôme.
En 2010, le climat de la commune est de type climat méditerranéen altéré, selon une étude du Centre national de la recherche scientifique s'appuyant sur une série de données couvrant la période 1971-2000. En 2020, Météo-France publie une typologie des climats de la France métropolitaine dans laquelle la commune est exposée à un climat de montagne ou de marges de montagne et est dans la région climatique  Alpes du sud, caractérisée par une pluviométrie annuelle de 850 à 1 000 mm, minimale en été. 
Pour la période 1971-2000, la température annuelle moyenne est de 12,5 °C, avec une amplitude thermique annuelle de 17 °C. Le cumul annuel moyen de précipitations est de 930 mm, avec 7,2 jours de précipitations en janvier et 4,3 jours en juillet. Pour la période 1991-2020, la température moyenne annuelle observée sur la station météorologique de Météo-France la plus proche, « Remuzat », sur la commune de Rémuzat à 7 km à vol d'oiseau, est de 11,9 °C et le cumul annuel moyen de précipitations est de 889,2 mm,. Pour l'avenir, les paramètres climatiques de la commune estimés pour 2050 selon différents scénarios d'émission de gaz à effet de serre sont consultables sur un site dédié publié par Météo-France en novembre 2022.

### Voies de communication et transports
La commune est desservie par la route départementale 94.

## Urbanisme

### Typologie
Au 1er janvier 2024, Sahune est catégorisée commune rurale à habitat dispersé, selon la nouvelle grille communale de densité à 7 niveaux définie par l'Insee en 2022.
Elle est située hors unité urbaine. Par ailleurs la commune fait partie de l'aire d'attraction de Nyons, dont elle est une commune de la couronne,. Cette aire, qui regroupe 17 communes, est catégorisée dans les aires de moins de 50 000 habitants,.

### Occupation des sols
L'occupation des sols de la commune, telle qu'elle ressort de la base de données européenne d’occupation biophysique des sols Corine Land Cover (CLC), est marquée par l'importance des forêts et milieux semi-naturels (65,7 % en 2018), en diminution par rapport à 1990 (66,7 %). La répartition détaillée en 2018 est la suivante : forêts (36,9 %), milieux à végétation arbustive et/ou herbacée (28,8 %), zones agricoles hétérogènes (25,4 %), cultures permanentes (8,2 %), prairies (0,7 %). L'évolution de l’occupation des sols de la commune et de ses infrastructures peut être observée sur les différentes représentations cartographiques du territoire : la carte de Cassini (XVIIIe siècle), la carte d'état-major (1820-1866) et les cartes ou photos aériennes de l'IGN pour la période actuelle (1950 à aujourd'hui).

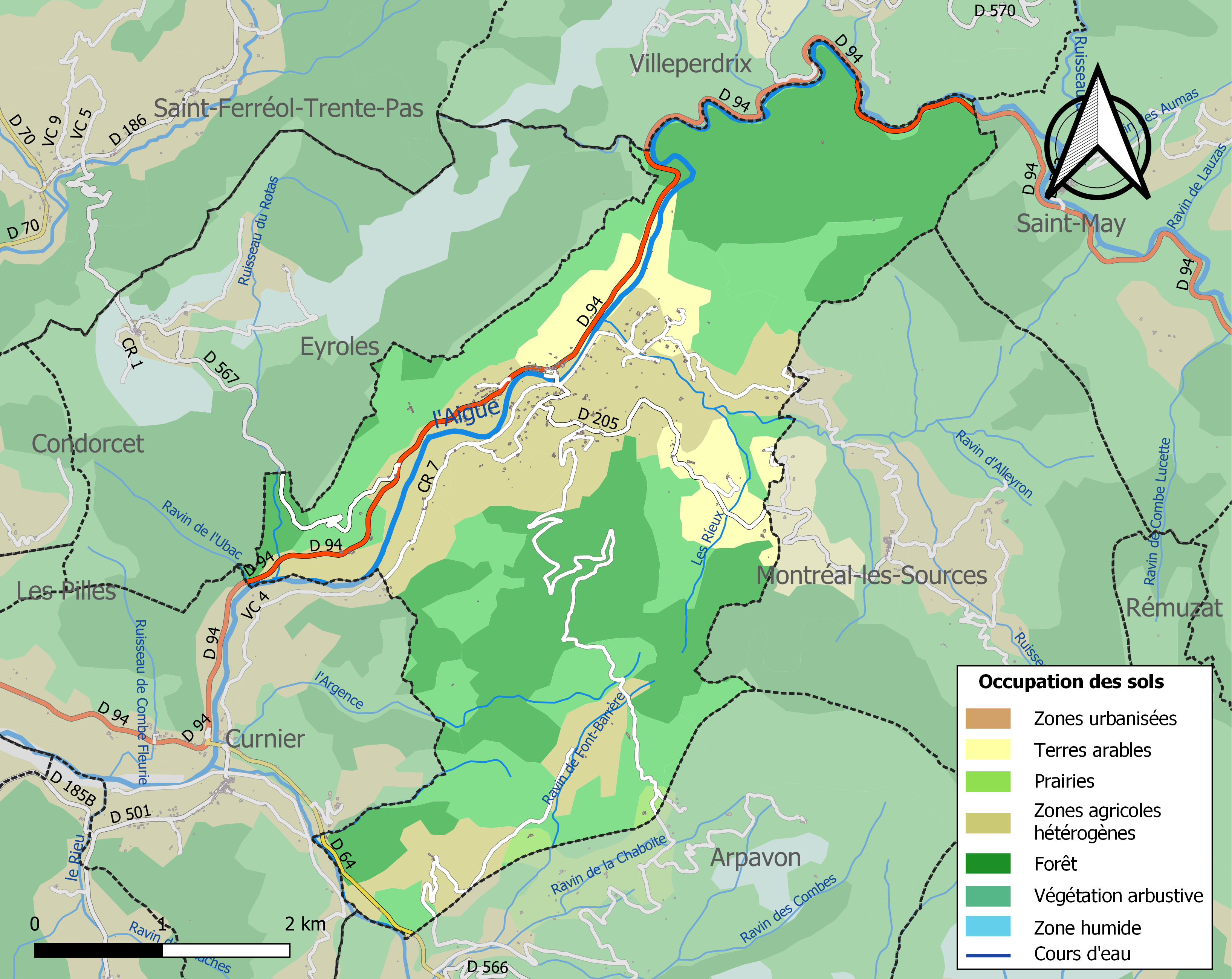
Carte des infrastructures et de l'occupation des sols de la commune en 2018 (CLC).

### Morphologie urbaine
Vieux village (abandonné) perché.

#### Quartiers, hameaux et lieux-dits
Site Géoportail (carte IGN) :
- Ancien village
- Baridier
- Berges
- Chapelle Saint-Joseph
- Clot d'Eve
- Fenestrelle
- Ferme de Fontbarno
- Ferme de Romezelier
- Ferme du Bois Chabert
- Ferme du Laup
- Ferme du plus Haut Laup
- Forêt Domaniale du Coucou
- la Barthalasse
- la Basse Caisse
- la Bergerie
- la Buse
- la Casse
- la Chapelle
- la Colombine
- l'Adret de la Lauze
- la Fontaine du Chien
- la Lauze
- la Lavine
- la Plaine Louvard
- le Bas Devès
- le Bramard
- le Châtelard
- le Colombier
- le Devès
- le Moulin
- le Perréras
- le Petit Laup
- les Crapoux
- le Serre
- les Flas
- les Grandes Blaches
- les Hermasses
- Pierre Maille
- Plamia
- Pont de la Tune
- Reillane
- Sainte-Colombe
- Saint-Jean
- Trépoul

## Toponymie

### Attestations
Dictionnaire topographique du département de la Drôme :
- 1183 : mention de l'église Saint-Pierre : ecclesia Sancti Petri Assedunae (Masures de l'Isle-Barbe, 117) ;
- 1238 : Aseduna (inventaire des dauphins, 241) ;
- 1247 : Asseuna (J. Chevalier, Hist. de Die, 474) ;
- 1256 : Ansaduna (inventaire Morin-Pons, 410) ;
- 1284 : castrum de Anseduna (Valbonnais, II, 118) ;
- 1293 : Asseduna (inventaire des dauphins, 221) ;
- 1430 : Anssedunum (choix de documents, 334) ;
- 1459 : Sahuna (archives de la Drôme, E 1648) ;
- 1597 : Ancehune (archives de la Drôme, E 5187) ;
- 1624 : Sehune (archives de la Drôme, E 4409) ;
- 1891 : Sahune, commune du canton de Rémuzat.

## Histoire
Pour un article plus général, voir Histoire de la Drôme.

### Du Moyen Âge à la Révolution
La première mention du castrum de Sahune (Anseduna) datent du début du XIe siècle (cartulaire du chapitre de Vaison). Il relevait alors du diocèse de Die. Plusieurs manses sont donnés par une famille présente le long de la vallée de l'Eygues[réf. nécessaire].
XIIe siècle : la paroisse relève du diocèse de Sisteron[réf. nécessaire].
Les plus anciens vestiges du château et du village datent du XIIIe siècle. Une chapelle, dédiée à saint Michel, était accolée au château[réf. nécessaire].
La seigneurie :
- Au point de vue féodal, Sahune relevait du domaine des Mévouillon ; les seigneurs, portant le nom de Sahune (ou Ancezune), leur en rendaient hommage[réf. nécessaire].

Les évêques de Die y avaient également des droits dès le XIIIe siècle[réf. nécessaire].
- 1231 : au point de vue féodal, Sahune était une terre appartenant aux Ancezune[14].
- 1249 : les deux tiers de la terre passent aux Adhémar qui en font hommage aux dauphins puis les rendent aux Ancezune[14].
- Les Ancezune forment une baronnie avec Sahune, Arpavon, Curnier, Montréal et Marsoin[14].

Autre version : au XIVe siècle, à la suite de la disparition des Mévouillon et des Montauban (qui dominaient la région des Baronnies), Jean de Sahune rassemble plusieurs seigneuries autour de Sahune et prend le titre de baron[réf. nécessaire].
- 1336 : la baronnie passe (par héritage) aux dauphins[14].

Autre version : endetté et sans enfant, Jean de Sahune vend ses droits aux dauphins[réf. nécessaire].
- 1341 : elle est vendue aux princes d'Orange (de la maison de Baux)[14].
- 1389 : les princes dotent, de cette terre, l'épouse de Juel Rolland[14].
- Les princes d'Orange recouvrent cette terre[14].
- 1501 : elle passe aux Poitiers d'Allan[14].
- 1545 : elle passe (par mariage) aux Pape-Saint-Auban[14].
- 1739 : passe  (par mariage) aux Bimard[14].
- 1763 : vendue aux Pourcet, derniers seigneurs[14].

1654 : pendant les guerres de Religion, le village est détruit par Montbrun[source insuffisante].
1680 (démographie) : 102 habitants. Quatre avaient une certaine fortune, douze vivaient en travaillant et le reste était pauvre.
XVIIe siècle : le village est détruit sur ordre de Richelieu par le comte de Montoison[source insuffisante].
Avant 1790, Sahune était une communauté de l'élection de Montélimar, de la subdélégation et du bailliage du Buis.

Elle formait une paroisse du diocèse de Sisteron dont l'église, dédiée à saint Pierre puis à saint Michel et saint Georges, était celle d'un prieuré de bénédictins (filiation de l'Île-Barbe) dont le titulaire présentait à la cure et prenait les dîmes de cette paroisse (voir Saint-Jean).

#### Saint-Jean
Dictionnaire topographique du département de la Drôme :
- 1183 : ecclesia Sancti Johannis Assedune (Masures de l'Isle-Barbe, 119).
- 1891 : Saint-Jean, ferme et quartier de la commune de Sahune.

Emplacement d'un prieuré de l'ordre de Saint-Benoît (filiation de l'Île-Barbe et de la dépendance du prieuré de Saint-May). Il fut supprimé au XVIe siècle et, en 1637, il n'en restait que des ruines appartenant au seigneur de Sahune.

### De la Révolution à nos jours
En 1790, la commune est comprise dans le canton de Sainte-Jalle. La réorganisation de l'an VIII (1799-1800) la place dans le canton de Rémuzat.
À partir de la Révolution, l'enceinte du vieux village sert de carrière de pierre[source insuffisante].

## Politique et administration

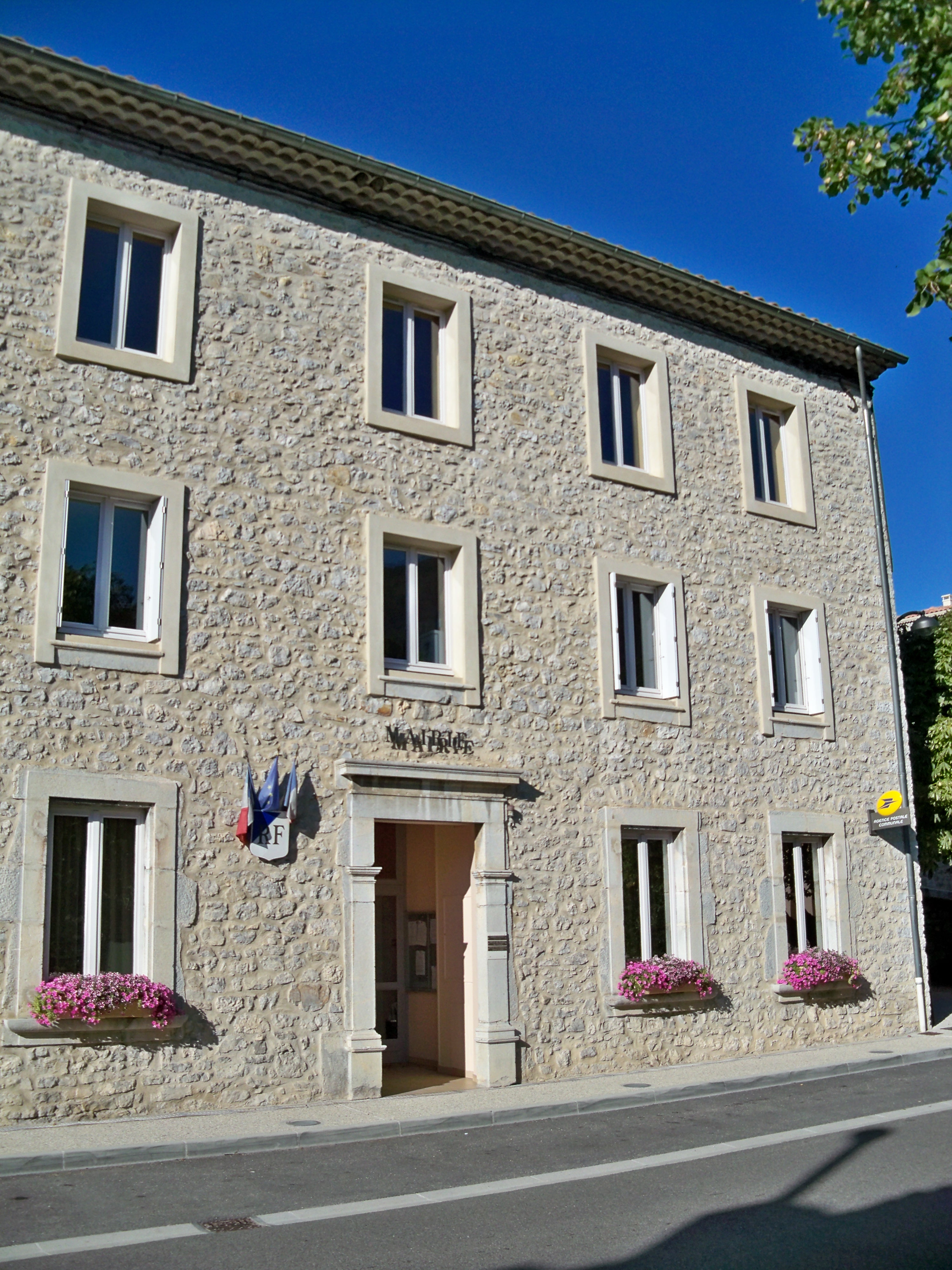
Mairie de Sahune.

### Liste des maires
| Période                                                                      | Période                    | Identité                          | Étiquette        | Qualité                                         |
| ---------------------------------------------------------------------------- | -------------------------- | --------------------------------- | ---------------- | ----------------------------------------------- |
| Les données manquantes sont à compléter. : de la Révolution au Second Empire |                            |                                   |                  |                                                 |
| 1790                                                                         | 1871                       | ?                                 |                  |                                                 |
| Les données manquantes sont à compléter. : depuis la fin du Second Empire    |                            |                                   |                  |                                                 |
| 1871                                                                         | 1874                       | ?                                 |                  |                                                 |
| 1874                                                                         | 1878                       | ?                                 |                  |                                                 |
| 1878                                                                         | 1884                       | ?                                 |                  |                                                 |
| 1884                                                                         | 1888                       | ?                                 |                  |                                                 |
| 1888                                                                         | 1892                       | ?                                 |                  |                                                 |
| 1892                                                                         | 1896                       | ?                                 |                  |                                                 |
| 1896                                                                         | 1900                       | ?                                 |                  |                                                 |
| 1900                                                                         | 1904                       | ?                                 |                  |                                                 |
| 1904                                                                         | 1908                       | Joseph Laget                      |                  | conseiller d'arrondissement (Canton de Rémuzat) |
| 1908                                                                         | 1912                       | ?                                 |                  |                                                 |
| 1912                                                                         | 1919                       | ?                                 |                  |                                                 |
| 1919                                                                         | 1925                       | ?                                 |                  |                                                 |
| 1925                                                                         | 1929                       | ?                                 |                  |                                                 |
| 1929                                                                         | 1935                       | ?                                 |                  |                                                 |
| 1935                                                                         | 1945                       | ?                                 |                  |                                                 |
| 1945                                                                         | 1947                       | ?                                 |                  |                                                 |
| 1947                                                                         | 1953                       | ?                                 |                  |                                                 |
| 1953                                                                         | 1959                       | ?                                 |                  |                                                 |
| 1959                                                                         | 1965                       | ?                                 |                  |                                                 |
| 1965                                                                         | 1971                       | ?                                 |                  |                                                 |
| 1971                                                                         | 1977                       | ?                                 |                  |                                                 |
| 1977                                                                         | 1979                       | ?                                 |                  |                                                 |
| 1979 (élection ?)                                                            | 1983                       | Max Jouve                         | PS               |                                                 |
| 1983                                                                         | 1989                       | Max Jouve                         |                  | maire sortant                                   |
| 1989                                                                         | 1995                       | Max Jouve                         |                  | maire sortant                                   |
| 1995                                                                         | 2001                       | André Félix                       | (sans étiquette) |                                                 |
| 2001                                                                         | 2008                       | André Félix                       |                  | maire sortant                                   |
| 2008                                                                         | 2014                       | André Félix                       |                  | maire sortant                                   |
| 2014                                                                         | 2020                       | Marc Bompard                      | DVD              | agriculteur                                     |
| 2020                                                                         | En cours (au 22 août 2021) | Marc Bompard[source insuffisante] |                  | maire sortant                                   |

### Rattachements administratifs et électoraux
Pour les élections législatives, la commune fait partie de la troisième circonscription de la Drôme. Avant mars 2015, elle faisait partie du canton de Rémuzat.

## Population et société

### Démographie
L'évolution du nombre d'habitants est connue à travers les recensements de la population effectués dans la commune depuis 1793. Pour les communes de moins de 10 000 habitants, une enquête de recensement portant sur toute la population est réalisée tous les cinq ans, les populations de référence des années intermédiaires étant quant à elles estimées par interpolation ou extrapolation. Pour la commune, le premier recensement exhaustif entrant dans le cadre du nouveau dispositif a été réalisé en 2004.

En 2022, la commune comptait 298 habitants, en évolution de −5,4 % par rapport à 2016 (Drôme : +2,64 %, France hors Mayotte : +2,11 %).
| 1793 | 1800 | 1806 | 1821 | 1831 | 1836 | 1841 | 1846 | 1851 |
| ---- | ---- | ---- | ---- | ---- | ---- | ---- | ---- | ---- |
| 500  | 543  | 570  | 580  | 672  | 686  | 642  | 672  | 690  |

| 1856 | 1861 | 1866 | 1872 | 1876 | 1881 | 1886 | 1891 | 1896 |
| ---- | ---- | ---- | ---- | ---- | ---- | ---- | ---- | ---- |
| 685  | 659  | 662  | 649  | 672  | 669  | 616  | 595  | 559  |

| 1901 | 1906 | 1911 | 1921 | 1926 | 1931 | 1936 | 1946 | 1954 |
| ---- | ---- | ---- | ---- | ---- | ---- | ---- | ---- | ---- |
| 557  | 547  | 505  | 434  | 412  | 356  | 332  | 276  | 248  |

| 1962 | 1968 | 1975 | 1982 | 1990 | 1999 | 2004 | 2006 | 2009 |
| ---- | ---- | ---- | ---- | ---- | ---- | ---- | ---- | ---- |
| 240  | 229  | 242  | 275  | 290  | 292  | 300  | 293  | 322  |

| 2014 | 2019 | 2022 | - | - | - | - | - | - |
| ---- | ---- | ---- | - | - | - | - | - | - |
| 315  | 308  | 298  | - | - | - | - | - | - |

### Enseignement
Sahune dépend de l'académie de Grenoble.
Les élèves commencent leur scolarité à l'école maternelle du village, composé d'une classe de 24 enfants.

Ils poursuivent leurs études à l'école élémentaire de la commune, composée d'une classe de 19 élèves.

Les collèges et lycées les plus proches se situent à Nyons.

### Santé
Les professionnels de santé les plus proches se trouvent à Nyons.

### Manifestations culturelles et festivités
- Fête : le premier dimanche de juillet[13].

### Loisirs
- Baignade[13].
- Pêche[13].
- Randonnées : GRP Tour des Baronnies Provençales[1].

### Cultes
La paroisse catholique de Sahune dépend du diocèse de Valence, doyenné de Sahune.

## Économie
L'économie du village repose en grande partie sur l'activité agricole et notamment arboricole.

### Agriculture
En 1992 : lavande, vignes, vergers, ovins.
- Foire : le 14 septembre[13].

Cerises, abricots, raisins et olives y sont notamment cultivés. Les arboriculteurs qui récoltent l'abricot se sont regroupés en un syndicat et ont entrepris des démarches pour obtenir le label IGP.
La commune serait le berceau d'une race de brebis : la « race de Sahune ». Cette particularité était à l'origine, il y a quelques siècles, d'une foire intercommunale durant laquelle les éleveurs vendaient quelques bêtes de leur troupeau.

### Commerce
- bistrot restaurant La Forge[réf. nécessaire] ;
- boulangerie Paris[réf. nécessaire] ;
- épicerie Cocci Market Easy[réf. nécessaire] ;
- salon Virginie coiffure[réf. nécessaire] ;
- station service Total et garagiste Rasclard[réf. nécessaire].

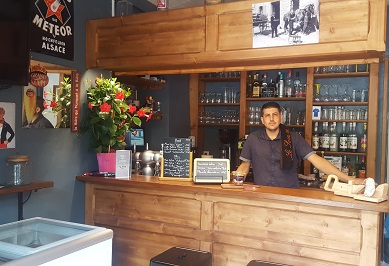
Le bistrot La Forge a ouvert en mai 2019.

### Tourisme
- Syndicat d'initiative (en 1992)[13].
- Gîtes et chambres d'hôtes[réf. nécessaire].
- Trois campings : les Oliviers, la Vallée bleue, Les Ramières.

Le camping municipal est classé une étoile ; il est ouvert de début juin à début septembre. Il accueille touristes et travailleurs saisonniers qui viennent au village pour la cueillette des cerises et des abricots. Avant d'être utilisé pour accueillir des touristes, le terrain était un champ de lavande au début du XXe siècle. Il a ensuite servi de « parcours du combattant » pour les participants aux chantiers de jeunesse pendant la Seconde Guerre mondiale. Au moment de sa création en 1963, il était l'un des premiers campings municipaux du département[réf. nécessaire].

## Culture locale et patrimoine

### Lieux et monuments

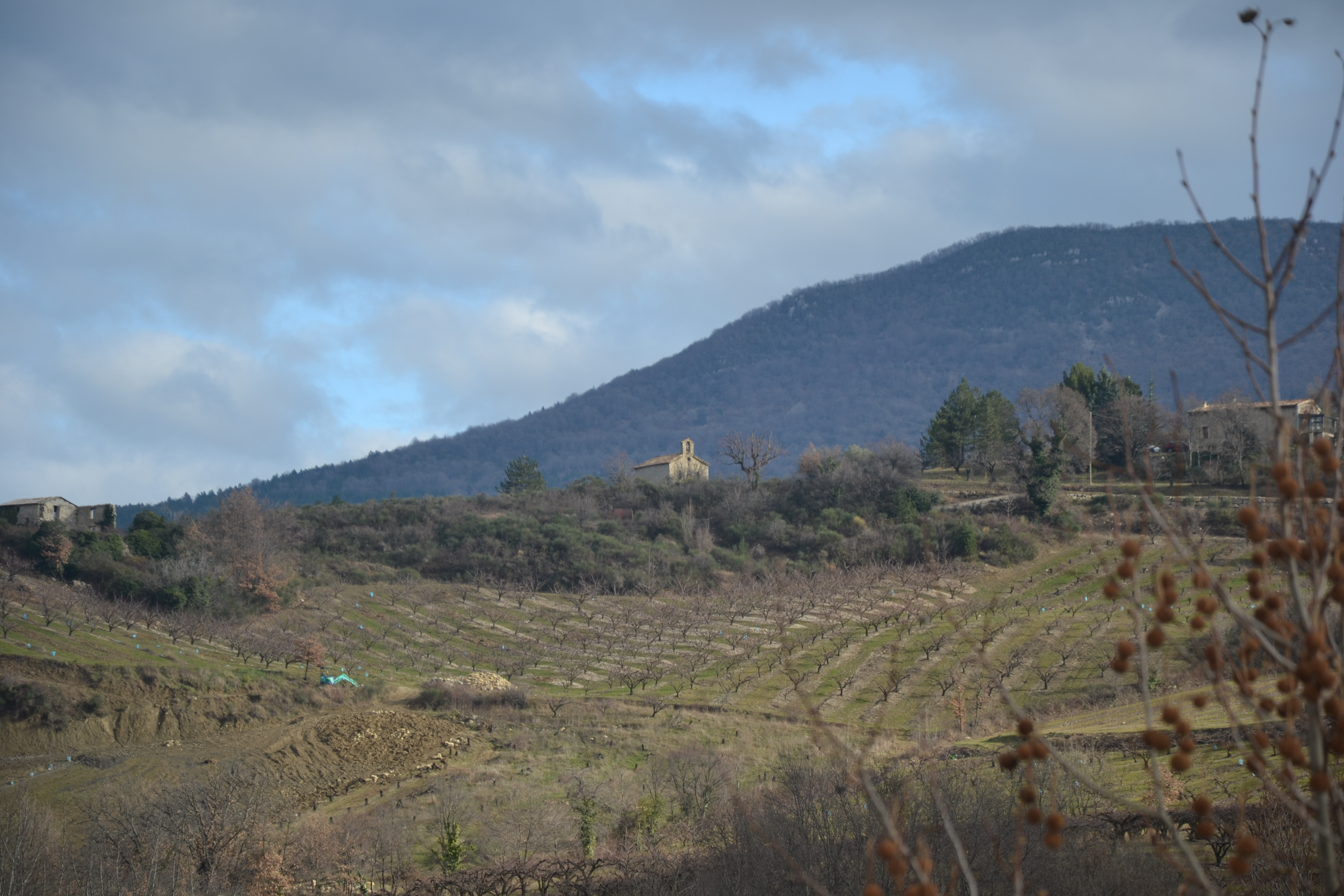
Chapelle Saint Joseph à Sahune.

- Les vestiges du vieux village, abandonné à partir du XIXe siècle, ont été dégagés par une équipe de bénévoles : restes du château féodal et de la chapelle castrale Saint-Michel (XIIIe siècle (propriété privée), ancienne église paroissiale (XVIIe siècle), anciennes ruelles, vestiges de quelques ateliers de cordonniers[27],[28].
- Au pied du Bramard, au quartier Saint-Jean, les restes de la chapelle du même nom ont été intégrés à un bâtiment agricole. Il en subsiste le chœur à chevet plat bien appareillé. Cette chapelle est citée dès le XIIe siècle et relevait en 1183 du prieuré de Saint-May et, par cet intermédiaire, de l'abbaye de l'Île Barbe à Lyon.
- Église Saint-Michel de Sahune (XIXe siècle)[13].
- Église Saint-Nicolas-et-Saint-Georges de Sahune.
- Chapelle Saint Joseph à Sahune.

### Patrimoine naturel
Sahune fait partie du Parc naturel régional des Baronnies provençales créé en 2015. Elle abrite d'ailleurs le siège de ce parc.

### Personnalités liées à la commune
- Jean Besson (1948-) : sénateur de la Drôme (1989-2014), domicilié à Sahune, commune de l'ancien Canton de Rémuzat dont il a été le Conseiller général de 1979 à 2004.

### Héraldique, logotype et devise
|  | Sahune possède des armoiries dont l'origine et le blasonnement exact ne sont pas disponibles. |